# Kim Jonggvon
Kim Jonggvon (hangul: 김영권, handzsa: 金英權, RR: Kim Young-gwon; Csondzsu (Jeonju), 1990. február 27. –) dél-koreai labdarúgó, a Ulszan Hyundai hátvédje.

## Statisztika

### A válogatottban
| Válogatott | Év       | Mérk. | Gólok |
| ---------- | -------- | ----- | ----- |
| Dél-Korea  | 2010     | 2     | 0     |
| Dél-Korea  | 2011     | 5     | 1     |
| Dél-Korea  | 2012     | 1     | 0     |
| Dél-Korea  | 2013     | 10    | 0     |
| Dél-Korea  | 2014     | 11    | 0     |
| Dél-Korea  | 2015     | 14    | 1     |
| Dél-Korea  | 2016     | 2     | 0     |
| Dél-Korea  | 2017     | 4     | 0     |
| Dél-Korea  | 2018     | 14    | 1     |
| Dél-Korea  | 2019     | 15    | 0     |
| Dél-Korea  | 2021     | 7     | 1     |
| Dél-Korea  | 2022     | 15    | 3     |
| Dél-Korea  | 2023     | 3     | 0     |
| Dél-Korea  | 2024     | 9     | 0     |
| Összesen   | Összesen | 112   | 7     |